# إمام زاده كوهستان
إمام زاده كوهستان (بالفارسية: امامزاده كوهستان) (بالفارسية: امامزاده کوهستان)، قرية في ناحية عوض (بالفارسية: بخش اوز)، قسم فيشور الريفي، مقاطعة لارستان، محافظة فارس، إيران. سُجلت في إحصاء عام 2006 ميلادية ولم تسجل أي معلومات عن عدد سكانها.